# BAP Coronel Bolognesi (DD-70)
El BAP Coronel Bolognesi (DD-70) fue un destructor de la clase Friesland que sirvió en la Armada Peruana de 1982 a 1990, ese año fue dado de baja y luego fue desguazado, inicialmente sirvió en la Armada Real de los Países Bajos como HNLMS Overijssel (D815) de 1956 hasta 1982, año que fue vendido al Perú.

## Historia

### Servicio Holandés
El HNLMS Overijssel fue uno de los 8 destructores de la clase Friesland que sirvió en la Marina Holandesa, fue construido en el astillero Wilton-Fijenoord en Schiedam, su construcción se inició el 15 de octubre de 1953 y fue lanzado casi 2 años después el 8 de agosto de 1955. El barco se puso en servicio el 4 de octubre de 1957.
El 8 de junio de 1977, el Overijssel visitó Leningrado, junto con la fragata Tromp (F-801), el buque de reabastecimiento Poolster y el destructor Groningen. Este fue el primer escuadrón holandés en visitar Leningrado en 21 años.
El Overijssel fue la guardia de la carrera Fastnet de 1979 de la Admiral’s Cup. Cuando el clima severo golpeó la carrera los días 13 y 14 de agosto, el barco participó en operaciones de rescate, actuando como un transmisor de comunicaciones y rescatando directamente a las tripulaciones de los yates que se habían hundido o estaban en peligro, logró rescatar a sobrevivientes de tres yates y recuperó varios cadáveres
El 8 de febrero de 1982, el barco junto con las fragatas Tromp, Callenburgh, Van Speijk, Piet Hein y el barco de reposición Zuiderkruis partieron de Den Helder para un viaje a los Estados Unidos para mostrar la bandera y durante 200 años de relaciones diplomáticas. Los barcos regresaron a Den Helder el 19 de mayo de 1982. 
Fue dado de baja el 11 de junio de 1982 y luego fue vendido a la Armada Peruana.

### Servicio Peruano
En la Armada peruana el buque fue asignado el 14 de junio de 1982 y fue renombrado como BAP Coronel Bolognesi DD-70, en dicha armada sirvió hasta 1990, año en el que fue dado de baja y luego desguazado.

### Nombre
En la Armada Holandesa fue nombrado como HNLMS Overijssel (D815) en honor al nombre de la provincia holandesa de Overijssel y fue el duodécimo barco con este nombre y en la Armada Peruana fue nombrado como BAP Coronel Bolognesi DD-70 en honor al coronel del EP Francisco Bolognesi Cervantes, héroe de la guerra del Pacífico, que combatió en Arica, al mando de la de guarnición ahí acantonada. Al amanecer del 7 de junio de 1880, fueron atacados por tropas chilenas, produciéndose la batalla de Arica, muriendo en combate, cumpliendo sus palabras al mayor De la Cruz Salvo, emisario chileno para intimar a los peruanos a la rendición: "...tengo deberes sagrados que cumplir y los cumpliré hasta quemar el último cartucho", fue el tercer barco peruano en llamarse así.